# Maria Kleefisch
Maria Kleefisch (heute Maria Walkenhorst, * 21. Juni 1984 in Königs Wusterhausen) ist eine deutsche Beachvolleyball- und Volleyballspielerin.

## Sportliche Karriere Halle
Kleefisch spielte in ihrer Jugend seit 1996 in Berlin bei Eintracht Mahlsdorf. Ab 1999 war sie im Juniorinnen-Team des VCO Berlin in der 2. Bundesliga aktiv. In der Saison 2002/03 spielte die Außenangreiferin beim Bundesligisten VC 68 Eichwalde. Nach dessen Abstieg wechselte Kleefisch zum Zweitligisten Köpenicker SC, mit dem ihr 2005 der Bundesliga-Aufstieg gelang. Anschließend spielte sie vier Jahre in der 2. Bundesliga beim SC Potsdam, mit dem sie 2009 in die Bundesliga aufstieg. Danach wechselte Kleefisch für eine Saison zurück zum Köpenicker SC. 2010/11 spielte sie beim Zweitligisten SG Rotation Prenzlauer Berg und anschließend zwei Jahre beim VV Grimma. Von 2013 bis 2016 spielte sie beim Hamburger Drittligisten Eimsbütteler TV, bei dem sie 2015/16 auch Co-Trainerin war.

## Sportliche Karriere Beach
Seit 2000 war Kleefisch auch im Sand aktiv. Bis 2004 war Katrin Holtwick ihre Partnerin, mit der sie 2003 den dritten Platz bei der U20-Europameisterschaft in Salzburg und den zweiten Platz bei der U21-Weltmeisterschaft im französischen Saint-Quay-Portrieux erreichte. 2004 landeten Holtwick/Kleefisch bei der Europameisterschaft in Timmendorf auf Platz neun. 2005 spielte Kleefisch an der Seite von Friederike Romberg und 2006 zusammen mit Luise Brandt. Von 2007 bis 2009 bildete sie ein Duo mit Jana Köhler, mit der sie 2007 mit Platz sieben ihr bestes Ergebnis bei einer deutschen Meisterschaft erzielte. Nach Köhlers Kreuzbandriss spielte Kleefisch die Saison 2009 mit Britta Büthe zu Ende. Nach einer Pause 2010 war Kleefisch bis 2014 nur noch sporadisch auf nationalen Turnieren im Sand aktiv. Seit 2013 ist Kleefisch Trainerin am Olympiastützpunkt Hamburg.

## Privates
Maria Kleefischs jüngerer Bruder Kai Kleefisch spielte ebenfalls Volleyball. Seit dem 27. Oktober 2017 ist sie mit Beachvolleyball-Olympiasiegerin Kira Walkenhorst verheiratet. Im Oktober 2018 brachte sie Drillinge zur Welt.